# Crocus hyemalis
Crocus hyemalis là một loài thực vật có hoa trong họ Diên vĩ. Loài này được Boiss. & Blanche miêu tả khoa học đầu tiên năm 1859.